# Heterodontosaurus
Heterodontosaurus tucki
Genre
Espèce
Heterodontosaurus est un genre éteint de petits dinosaures herbivores qui vivaient au Jurassique inférieur, il y a environ 200 à 190 millions d'années. Les spécimens retrouvés en Afrique du Sud appartiennent à l'unique espèce du genre, Heterodontosaurus tucki. 

## Étymologie
Le nom du genre signifie « lézard aux différentes dents » (hétérodonte), en raison d'une caractéristique inhabituelle, à savoir que sa mâchoire possédait trois types de dents, dont des canines assez proéminentes, alors que la plupart des dinosaures ne possèdent qu'une seule forme de dents.

## Description

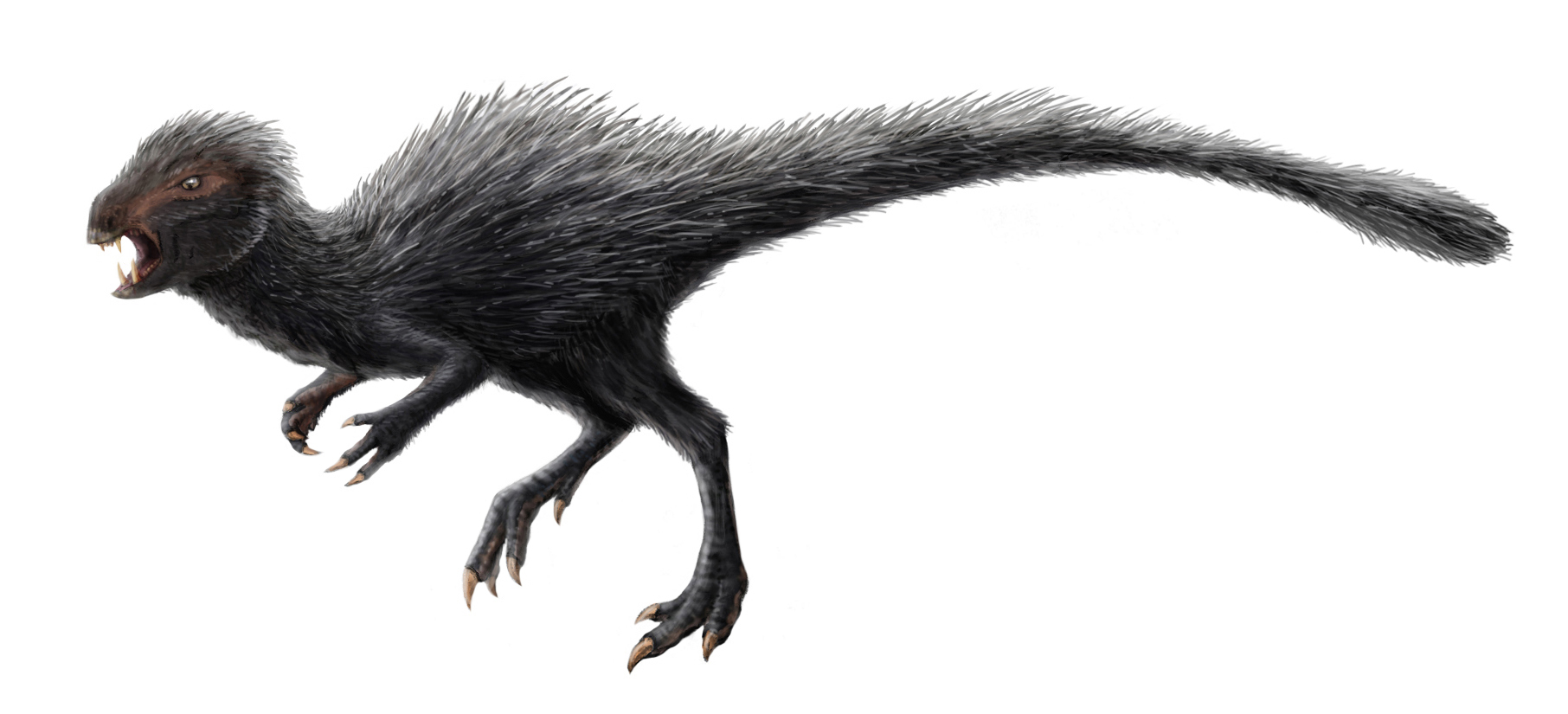
Reconstitution de Heterodontosaurus tucki. Les proportions se basent sur le spécimen SAM-PK-K1332, et sur la reconstitution du squelette de Gregory Paul.

Sa petite taille, comprise entre environ 1,2 et 1,75 m, en fait pourtant l'un des plus grands représentants de sa famille, Heterodontosauridae. Heterodontosaurus est le membre éponyme et le plus connu de cette famille de dinosaures considérée comme l'un des groupes les plus primitifs ou basaux de l'ordre des ornithischiens. Malgré ces grandes canines, Heterodontosaurus est considéré comme ayant été herbivore, ou au moins omnivore. Bien que l'on ait pensé dans le passé qu'il était quadrupède, sa bipédie est désormais l'hypothèse retenue. Le remplacement des dents était sporadique et non continu, contrairement à ses proches parents,.
Heterodontosaurus était un petit dinosaure. Le squelette le plus complet, répertorié sous le numéro SAM-PK-K1332, appartenait à un animal mesurant environ 1,18 m de long. Son poids a été évalué de diverses manières à 1,8 kg, 2,59 kg et 3,4 kg lors d'études séparées,. La fermeture des sutures vertébrales sur le squelette indique que l'animal était un adulte, dont la croissance était probablement complètement achevée. Un second spécimen, constitué d'un crâne incomplet, indique que Heterodontosaurus aurait pu grandir considérablement - jusqu'à une longueur de 1,75 m et avec une masse corporelle de près de 10 kg. La raison de la différence de taille entre les deux spécimens n'est pas claire et pourrait refléter la variabilité au sein d'une seule espèce, le dimorphisme sexuel ou la présence de deux espèces distinctes. La taille de ce dinosaure a été comparée à celle d'une dinde. Heterodontosaurus était parmi les plus grands membres connus de sa famille, les Heterodontosauridae qui contient certains des plus petits dinosaures ornithischiens connus, comme le genre nord-américain Fruitadens qui atteignait une longueur de seulement 65 à 75 centimètres.
Heterodontosaurus avait trois types de dents différents, des dents aiguisées pour couper sur le devant de la mâchoire, des crocs juste derrière et de larges dents pour broyer disposées en rangées dans le fond.
En 1974, Thulborn a émis l'hypothèse que Heterodontosaurus et Abrictosaurus ne sont qu'un seul genre et illustrent un dimorphisme sexuel. Abrictosaurus, faute de preuve, est actuellement classé comme un genre à part.

## Découvertes
L'animal est actuellement connu par quelques spécimens du SAFM (South African Museum) d'Afrique du Sud.
L'espèce type, Heterodontosaurus tucki, a été retrouvée dans la Formation géologique d'Elliot, qui date de l'Hettangien (-201 à -199 millions d'années).

## Classification
Le cladogramme suivant indique la place de Heterodontosaurus parmi la famille des Heterodontosauridae; suivant l'analyse menée par Paul Sereno en 2012 :
|  | Echinodon  |
|  |            |
|  | Fruitadens |
|  |            |
|  | Tianyulong |
|  |            |

|  | Pegomastax |
|  |            |
|  | Manidens   |
|  |            |

|  | Abrictosaurus     |
|  |                   |
|  | Heterodontosaurus |
|  |                   |

|  | Pegomastax |
|  |            |
|  | Manidens   |
|  |            |

|  | Abrictosaurus     |
|  |                   |
|  | Heterodontosaurus |
|  |                   |

|  | Pegomastax |
|  |            |
|  | Manidens   |
|  |            |

|  | Abrictosaurus     |
|  |                   |
|  | Heterodontosaurus |
|  |                   |

|  | Pegomastax |
|  |            |
|  | Manidens   |
|  |            |

|  | Abrictosaurus     |
|  |                   |
|  | Heterodontosaurus |
|  |                   |

|  | Echinodon  |
|  |            |
|  | Fruitadens |
|  |            |
|  | Tianyulong |
|  |            |

|  | Pegomastax |
|  |            |
|  | Manidens   |
|  |            |

|  | Abrictosaurus     |
|  |                   |
|  | Heterodontosaurus |
|  |                   |

|  | Pegomastax |
|  |            |
|  | Manidens   |
|  |            |

|  | Abrictosaurus     |
|  |                   |
|  | Heterodontosaurus |
|  |                   |

|  | Pegomastax |
|  |            |
|  | Manidens   |
|  |            |

|  | Abrictosaurus     |
|  |                   |
|  | Heterodontosaurus |
|  |                   |

|  | Pegomastax |
|  |            |
|  | Manidens   |
|  |            |

|  | Abrictosaurus     |
|  |                   |
|  | Heterodontosaurus |
|  |                   |